# تحالف الصبار (مسلسل)
مسلسل «تحالف الصبّار» دراما اجتماعية تتعرض لقضايا حرب العصابات والصراعات بين رجال الأعمال، من خلال رصد للمؤامرات التي تحاك بين هذه التكتلات للحصول على الأموال بطرق غير مشروعة، ويتضمن المسلسل الكثير من مشاهد الأكشن من خلال المطاردات التي تتم بين الشرطة ورجال الأعمال. 
يبدأ الصراع عندما يكتشف «سامي كرازي» أن والديه قد ماتا مقتولين وضلوع أحد رجال الأعمال المشهورين في قتلهما فيبدأ في التخطيط للانتقام. 
«تحالف الصباّر»
مسلسل مشترك بين سوريا ومصر والسعودية والإمارات ولبنان والبحرين.
بطولة السورية-الفلسطينية نسرين طافش بدور كاتيا والمصري شريف سلامة بدور سامي والسعودي إبراهيم الحربي بدور خالد والبحرينية شيلاء سبت واللبنانية ريتا حايك وخالد نجم وبيار داغر وحميد العوضي والعديد العديد من النجوم العرب.
قصة وسيناريو وحوار الشاب اللبناني رائد بو عجرم
ويتم عرضه أسبوعيا لكسر الروتين كما قالت نسرين طافش
ويتولى إخراجه مخرج أسبانى عمل سابقاً كمدير تصوير في أعمال كبار النجوم.
المسلسل تدور أحداثه في 15 حلقة، ومدة كل واحدة 55 دقيقة يعرض المسلسل عبر قنوات mbc بشكل أسبوعي. وقد انتهى بتاريخ 14/ 6 /2014 م ونهايته غامضة

## فريق العمل

### بطولة
| - إبراهيم الحربي: خالد - بيار داغر: ألفريد حداد - الآء شاكر: عيشة - نسرين طافش: كاتيا - شريف سلامة: سامر - محمود نصر: زياد - ريتا حايك: لايا - رولا حمادة - ختام اللحام - شيلاء سبت: ثريا - راندا جبر - عبد الله بو هاجوس - نسرين سروري - عبد الحميد البلوشي - ميرا الأمير - رغدة أيوب | - شيخة البدر - محمد يوسف - لميس سلمان - مسعود عيسى - سلام أبو حمدان - جيهان سنو - باسم عيسى - أحمد يوسف - ندين حمودة - جرار أوطه باشي | - وسيم السلاخ - هاشم قدورة - عبد الله الجنابي - بلال عبد الله - عمر جميل - محمد الغباشي - حازم بياعة - منصور الفيلي - وائل أبو غزالة | - عدنان أبو الشامات - كميل متى - فاديا عزام - خالد نجم - حميد العوضي - راما عيسى: لارا |

### إداريون
- رائد بو عجرم: (قصة وسيناريو وحوار)
- خوسيه ماريا كارو: (مخرج)
- O3 productions: منتج